# هذبانيون
الهذباني أو (هدبان) قبيلة كردية قديمة سكنت في أوائل انتشار الإسلام مناطق تمتد من اربيل جنوبا إلى شمال تبريز (مركز إقليم أذربيجان الشرقية في إيران) وكذلك انتشرت بعض بطونها المسماة (الرواندية) أو الروادية (كما وردت في متون الكتب القديمة) في بلاد اران وأرمينيا الحالية خصوصا في مدن دوين (دبيل داخل أرمينيا) و (كنجه) ضمن حدود جمهورية آذربجان. ورد في كتاب «سير أعلام النبلاء» للإمام الذهبي ان دوين: «بليدة بطرف أذربيجان من جهة أران والكرج، أهلها أكراد هذبانية». ولقرابتها مع اسرة القائد صلاح الدين الايوبي التي تنتسب إلى الروادية من دوين، ساهمت الهذبانية في الدولة الايوبية في بلاد مصر والشام وظهر بينهم امراء وشخصيات عظيمة في مجال الحرب ضد الصليبيين وإدارة الدولة وعلماء دين وشخصيات اجتماعية مرموقة منهم الأمير حسام الدين الهذباني نائب السلطان الصالح أيوب الذي حكم من سنة 1240م إلى 1249م.

## إمارات وممالك هذبانية
اسس الهذبانيون دويلات وإمارات في مناطق اربيل وأذربيجان خلال حقبة العباسيين واشهرها هي:

### الامارة الهذبانية في اربل
سيطر الهذبانيون على اربيل (اربل) وقلعتها وسهلها وجعلوها مشتى ينزلون إليها هرباً من شتاء تبريز القارس. يقول ابن الأثير الجزري صاحب كتاب الكامل في التأريخ:«الهذبانية لهم قلعة إربل وأعمالها». وكان بنو ماران (من قرية ماران) تنتسب إلى هذه القبيلة ومن امراء اربيل:
- عيسى بن موسى الهذباني (توفي سنة 437 هجرية)
- أبو الحسن بن موسك الهذباني (عاش في القرن الخامس الهجري)
- سلار بن موسى الهذباني (عاش في القرن الخامس الهجري)

### الهذبانية في مراغه
كانت فروع من الكرد الهذبانية تقطن في مدينة مراغه القريبة من تبريز، تعرضت فس سنة 414 هجرية لهجوم من الترك الغز التابعين للسلاجقة كما يقول ابن العبري صاحب تاريخ مختصر الدول: «طائفة من الغز الذين كانوا بخراسان وصلوا إلى أذربيجان وساروا إلى مراغة فدخلوها وأحرقوا جامعها وقتلوا من عوامها مقتلةً عظيمةً ومن الأكراد الهذبانية». وعاودوا الكرة في عام 429 هجرية (1037م) ولكن زعيم الهذبانية أبوالهيجاء وبالتعاون حاكم تبريز وهشوذان الكردي تصدى لبقية الغز المهاجمين واباد كبراءهم وشتت الباقين وفروا نحو الجبال القريبة من هكاري.

### الهذبانية في تبريز
وهم الأكراد الروادية (الرواندية) الذين حكموا تبريز ومدن أذربيجان في العصر العباسي وكانت لهم صولات وجولات في الحرب ضد الروم والغز والسلاجقة.

### الهذبانية في كنجه ودوين
كل هذه المعلومات ذكرها المؤرخ زبير بلال إسماعيل في دراسته القيمة (أمارة الكرد الهذبانية)

## مشاهيرالكرد الهذبانية
- الأمير عزالدين الهذباني، الحاكم المؤرخ ابن أبي الهيجاء (620 – 700 هـ / 1223 – 1301 م) واسمه الأمير عز الدين محمد بن أبي الهيجاء بن محمد الهَذْباني الإربلي، ولد سنة (620 هـ / 1223 م) بمدينة أربيل. له كتاب تاريخ ابن أبي الهيجاء الشهير. لا زالت له بقايا من نسبه يقطنون فلسطين وخصوصا في غزة.
- الأمير علاء الدين أقبغا الجمالي الهذباني المعروف بالأطروشي والاتروشي قبيل من الأكراد يقطنون إلى اليوم منطقة هكاري ووان كما أن هناك بلدة واسعة تسمى اطروش كانت تنزل بها قبائل زيدكان وشرفان والمزوري التي كانت تتبع قبيلة الاطروش (أو الارطوش). وله جامع في حلب باسمه وقد يسمى أحيانا (جامع الاطرش) وهو يقع في محلة القصيلة جنوب قلعة حلب بسوريا خلف القصر العدلي، ويعد من روائع المساجد المملوكية. وكان يعرف بجامع دمرداش. ابتدأ ببنائه الأمير علاء الدين أقبغا الجمالي الهذباني المعروف بالأطروشي نائب حلب في عام 1398م. بنى تربة أيضا داخل الجامع، لكنه نقل عن نيابة حلب إلى طرابلس ودمشق ثم عاد ثانية إلى حلب، ومات بها سنة 1403م قبل إتمام عمارة الجامع. أكمل العمارة دمرداش الناصري نائب السلطنة في حلب عام 1409م بعد أن أتم بناء الواجهة الشمالية، بينما أنهى بناء الواجهة الغربية عام 1408م كما تشير الكتابة الموجودة على بابيه الغربي والشمالي.
- الأمير مجد الدين موسى بن الهذباني من امراء الملك الصالح في مصر.[4]
- محمد الموصلي الهذباني (777 - 860 ه) (1375 - 1456 م) محمد بن موسى الموصلي الاصل، الدمشقي، الهذباني، الشافعي (ناصر الدين، أبو الفضل) صوفي، ناظم، ناثر. ولد بدمشق، ونشأ، وتوفي بها سنة بضع وستين وثمانمائة. له تصانيف في التصوف وله نظم ونثر، منها: فتوح الوهاب ودلائل الطلاب إلى منازل الأحباب.[5]
- إبراهيم بن عثمان بن عيسى بن درباس الماراني، الهذباني، الكردي، المصري المولد والمنشأ (أبو اسحق).المحدث الشاعر. ولد بالقاهرة سنة 572 هـ/1175، ونشأ بها، وكان قاضيها، ورحل إلى خراسان. وقيل كان من أهم من رحلوا في طلب الحديث، كتب وسمع الكثير، توفي سنة 622هـ/ 1226م.[6]
- الهذباني محمد بن موسى بن محمد بن عثمان، ناصر الدين أبو الفضل الهذباني: مؤرخ عراقي، من أهل الموصل، لم أهتد إلى نسبته.

له (فتوح الوهاب ودلائل الطلاب إلى منازل الأحباب - خ)(توفي سنة 858 هـ / 1454 م)
- عز الدين الهذباني الإربلي الأمير الفاضل، والي دمشق ولد سنة عشرين وستمائة بإربل وقدم الشام شاباً واشتغل وجالس العز الضرير وكان جيد المشاركة في التاريخ والأدب والكلام وقيل عنه انه معروف بالتشيع والرفض، وكان شيخاً كردياً مهيباً يلبس عمامة مدورة ويرسل شعره. (ترجمه صاحب مستدركات اعيان الشيعة: ج3ص252، قال: ترجم له الصفدي في الوافي بالوفيات)
- الأمير شرف الدين يعقوب بن محمد الهذباني. نزيل دمشق وهو الذي نقل عنه الزبيدي صاحب كتاب تاج العروس[8]
- الأمير عز الدين موسك الهذباني، ابن خال السلطان صلاح الدين الايوبي. وهناك حي في القاهرة يحمل اسم الموسكي تيمنا بذكرى هذا الأمير.

### الهذبانية اليوم
اختفى ذكر الهذبانية بعد سيطرة المغول على مراغة وتبريز وجعلها عاصمة إلخانات المغول أيام هولاكو وغازان (1256-1338). ويبدو أنهم نزحوا من مواطنهم الاصلية في أذربيجان وآران نحو الغرب وبلاد الشام ومصر ليلتحقوا بـصلاح الدين الايوبي الذي كان جل جيشه من الأكراد خصوصا اكراد أذربيجان وهكاري. وهناك انتساب اسم اطروشي (ارطوشي) في ذكر أمير حلب (الأمير علاء الدين الهذباني المعروف بالأطروشي) وهؤلاء الاطروشية (أو الارطوشية)هم من أكبر قبائل الكرد الرحالة في محافظتي وان وهكاري المتآخمة لـآذربيجان الإيرانية وهي كانت تنزل شتاء إلى سهول عقرة (محافظة نينوى) وهناك بلدة (اتروش) التي يسكنها الإخاذ قريبة من قبيلة الارطوشي.

### كتب حول الهذبانية
- إمارة الكرد الهذبانية للمؤرخ الفاضل زبير بلال إسماعيل.
- إمارة الأكراد الهذبانية في اربل الدكتور صبحي عبد المنعم محمد أبو زيد ـ مقال بمجلة ندوة قسم التاريخ الإسلامي بكلية دار العلوم ـ جامعة القاهرة ـ العدد الحادي عشر 1994م.
- الامارة الهذبانية الكردية في آذربيجان وأربيل والجزيرة الفراتية: أحمد عبد العزيز محمود، عماد الدين خليل.